# Cipriano Martos
Cipriano Martos Jiménez (Huétor Tájar o Loja, Granada, 9 de diciembre de 1942 o 5 de julio de 1945 - Reus, Tarragona, 17 de septiembre de 1973), fue un obrero y sindicalista español activo militante antifranquista. Murió víctima de las torturas que padeció durante el interrogatorio al que fue sometido en un cuartelillo de la Guardia Civil por el teniente Braulio Ramo Ferreruela —aunque la versión oficial fue que se había suicidado ingiriendo ácido sulfúrico que le había abrasado el tubo digestivo—.

## Biografía
Nacido en el seno de una familia de campesinos de pocos recursos, empezó a trabajar a los 11 años en el campo. Pronto se fue de casa, trabajando de jornalero en Morón de la Frontera, minero en Teruel, trabajador textil en Sabadell y Tarrasa y finalmente encofrador en Reus. De ideas revolucionarias, militó en Oposición Sindical Obrera, el Partido Comunista de España (marxista-leninista) y el FRAP. En 1973 fue detenido por la Guardia Civil en su lugar de trabajo por haber participado en un reparto de propaganda y realizado pintadas en Igualada. Su detención se realizó como parte de una redada en la que también fueron detenidos Pascual Carrilero y Rafael Falcón, trabajadores en Reus, y M. Teresa Feliu, Joan Miró, Ignasi Carnicer, Joaquim Masdéu y Joan Domingo, de La Selva del Campo.
Después de dos días de intensos interrogatorios y torturas sin delatar a nadie, el 27 de agosto la Guardia Civil le hizo beber el denominado «cóctel de la verdad», una corrosiva combinación de ácido sulfúrico y gasolina similar a la composición de un cóctel molotov. El mismo día y ante su estado gravísimo, la Guardia Civil lo llevó al Hospital de San Juan de Reus, donde fue atendido por varios médicos. Ligeramente recuperado, el 29 de agosto lo presentaron delante del juez, que no pudo tomarle declaración debido a la gravedad de sus lesiones. El 17 de septiembre de 1973, diecinueve días después, con el aparato digestivo destruido, Cipriano murió por «hemorragia interna», según la partida de defunción, entre terribles sufrimientos.
Durante los veinte días que Martos pasó agonizando en el hospital, en la sala de beneficencia, estuvo vigilado en todo momento por la Guardia Civil. Su madre y hermano intentaron verlo, pero se lo impidieron los agentes; las súplicas de la madre fueron respondidas con insultos y patadas. Martos fue enterrado en secreto el 20 de septiembre de 1973 en una fosa común del cementerio de Reus, propiedad del Ayuntamiento. Allí, el PCE (m-l) le erigió una losa de mármol. «Apenas unas líneas en la prensa clandestina y alguna referencia en medios internacionales salvaron a Martos del olvido más absoluto».
En 2014, Antonio Martos, hermano de Cipriano, interpuso una querella por este asesinato ante un juzgado argentino a cargo de la juez María Romilda Servini. El 30 de agosto de 2016, por orden de dicha juez, el juzgado n.º 4 de Sabadell tomó declaración a Antonio Martos en el marco de la «querella argentina contra los crímenes del franquismo».
En 2018 el historiador Roger Mateos publicó un detallado trabajo sobre la tragedia de Cipriano Marcos titulado Caso Cipriano Martos: vida y muerte de un militante antifranquista (Barcelona, Editorial Anagrama).
El 22 de febrero de 2023 se da a conocer que los análisis de adn y antropológicos realizados al cuerpo número 41 de la fosa 11-67 norte del cementerio de Reus, exhumado el 10 de enero del mismo año, confirman que se trata de Cipriano Martos.